# Jakow Denissowitsch Mileschin
Jakow Denissowitsch Mileschin (russisch Яков Денисович Милешин; * 25. Novemberjul. / 7. Dezember 1884greg. im Gouvernement Rjasan, Russisches Kaiserreich; † 13. Oktober 1918) war ein russischer Revolutionär.
Mileschin war seit 1905 Mitglied der Bolschewiki. Als Schriftsetzer leistete er in St. Petersburg Parteiarbeit in der Vereinigung von Druckern.
Mileschin war Kommissar von Kischinjow (Chișinău) und ab Ende November 1917 Vorsitzender des Exekutivkomitees des Sowjets im Gouvernement Bessarabien (Rumtscherod). Im Dezember 1917 wurde er Chef der Kischinjower Garnison. 1918 nahm er an der Organisation der Roten Armee in Bessarabien teil und fiel im Kampf.